# Prince Mouandza
Prince Mouandza Mapata (ur. 23 października 2001 w Pointe-Noire) – kongijski piłkarz grający na pozycji prawego obrońcy. Od 2021 jest zawodnikiem klubu AS Otohô.

## Kariera klubowa
Swoją karierę piłkarską Mouandza rozpoczął w klubie CS La Mancha. W 2018 roku zadebiutował w jego barwach w pierwszej lidze kongijskiej. W debiutanckim sezonie wywalczył wicemistrzostwo Konga. W latach 2018–2020 występował w CSMD Diables Noirs. W sezonie 2019/2020 został z nim wicemistrzem kraju. W 2021 przeszedł do AS Otohô. W sezonach 2021, 2021/2022 i 2022/2023 trzykrotnie został z nim mistrzem Konga.

## Kariera reprezentacyjna
W reprezentacji Konga Mouandza zadebiutował 17 stycznia 2021 w przegranym 0:1 meczu Mistrzostw Narodów Afryki 2020 z Demokratyczną Republiką Konga, rozegranym w Duali.